# 7. Festiwal Polskich Filmów Fabularnych w Gdańsku
7. Festiwal Polskich Filmów Fabularnych odbył się w 1980 w Gdańsku. Na festiwalu miał miejsce pierwszy publiczny pokaz filmu dokumentalnego Robotnicy ’80 o strajku w Stoczni Gdańskiej w sierpniu 1980. 

## Filmy konkursowe
Bez miłości, reż. Barbara Sass
Constans, reż. Krzysztof Zanussi
Ćma, reż. Tomasz Zygadło
Dzień Wisły, reż. Tadeusz Kijański
Golem, reż. Piotr Szulkin
Grzeszny żywot Franciszka Buły, reż. Janusz Kidawa
Jeśli serce masz bijące, reż. Wojciech Fiwek
Kobieta i kobieta, reż. Janusz Dymek i Ryszard Bugajski
Ojciec królowej, reż. Wojciech Solarz
Olimpiada ’40, reż. Andrzej Kotkowski
Paciorki jednego różańca, reż. Kazimierz Kutz
Pałac, reż. Tadeusz Junak
Podróż do Arabii, reż. Antoni Krauze
Przed odlotem, reż. Krzysztof Rogulski
Rycerz, reż. Lech J. Majewski
Spotkanie na Atlantyku, reż. Jerzy Kawalerowicz
Ukryty w słońcu, reż. Jerzy Trojan
Urodziny młodego warszawiaka, reż. Ewa Petelska i Czesław Petelski
Wizja lokalna 1901, reż. Filip Bajon
Wściekły, reż. Roman Załuski
Zamach stanu, reż. Ryszard Filipski
Zielone lata, reż. Stanisław Jędryka

## Jury
- Lesław Bajer (przewodniczący) – redaktor naczelny miesięcznika „Kino”, wykładowca PWSFTViT w Łodzi
- Daniela Czarska – Departament Programowy NZK
- Jan Paweł Gawlik – literat, Dyrektor i Kierownik Artystyczny Starego Teatru im. Heleny Modrzejewskiej w Krakowie oraz szef Teatru TVP
- Stanisław Hebanowski – pisarz, kierownik artystyczny Teatru „Wybrzeże”, przewodniczący Gdańskiego Oddziału ZLP
- Mieczysław Jahoda – operator
- Krzysztof Kieślowski – reżyser, scenarzysta
- Tadeusz Makarczyński – reżyser, scenarzysta, prawnik
- Maria Malatyńska – krytyk filmowy, publicysta
- Wojciech Marczewski – reżyser
- Mieczysław Waśkowski – reżyser
- Kazimierz Żygulski – socjolog

## Laureaci
Wielka Nagroda Festiwalu – Złote Lwy Gdańskie: Paciorki jednego różańca reż. Kazimierz Kutz
Nagroda Specjalna Jury: Krzysztof Zanussi Constans
Nagrody Główne – Srebrne Lwy Gdańskie:
- I Nagroda: Filip Bajon Wizja lokalna 1901
- II Nagroda: Janusz Kidawa Grzeszny żywot Franciszka Buły
- III Nagroda: Ryszard Filipski Zamach stanu

Nagrody Indywidualne – Brązowe Lwy Gdańskie:
- za debiut:
  - I Nagroda: Piotr Szulkin Golem,
  - II Nagroda: Barbara Sass Bez miłości
- najlepsza rola kobieca: Dorota Stalińska Bez miłości
- najlepsza rola męska: Roman Wilhelmi Ćma
- zdjęcia: Ryszard Lenczewski Pałac
- scenografia: Andrzej Kowalczyk Wizja lokalna 1901
- dźwięk: Jan Czerwiński i Jerzy Blaszyński Pałac
- montaż: Janina Niedźwiecka Podróż do Arabii i Pałac
- muzyka: nagrody nie przyznano

Nagroda Dziennikarzy: Filip Bajon Wizja lokalna 1901